# プラーカ新潟

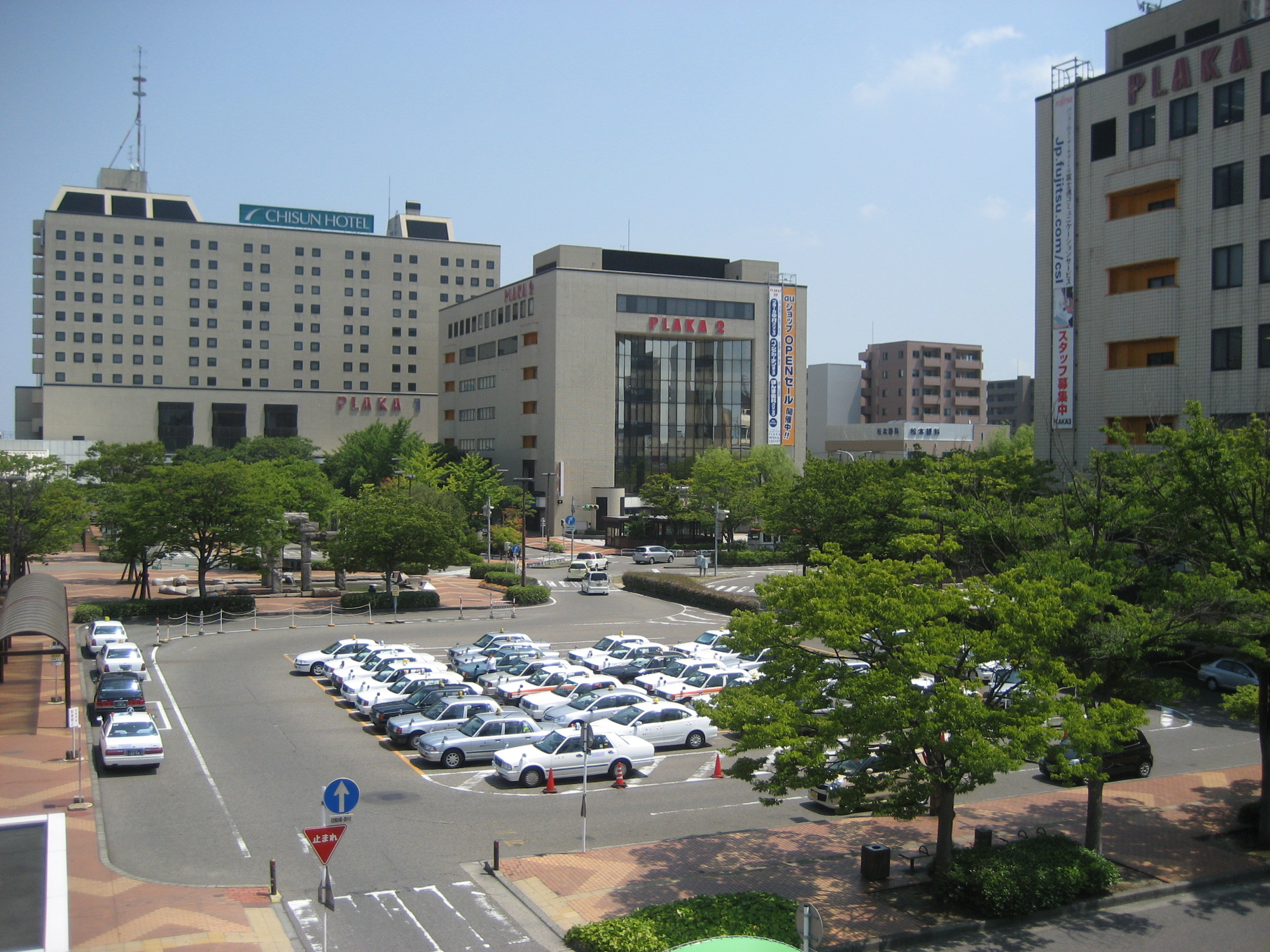
新潟駅南口の旧広場とプラーカ1・2・3。（2008年8月撮影。現在は手前の広場は大きく変化している）

プラーカ新潟（プラーカにいがた）は、新潟県新潟市中央区の新潟駅南口周辺に所在する複合施設である。
かつては複合型商業施設を主体としていたが、現在は商業フロアとオフィスフロアが混在している。

## 歴史

### 計画
1971年10月、上越新幹線の着工決定を受け、新潟市は新潟駅南側の都市開発に本格的に着手することになった。当時の新潟駅周辺は都市開発が北側で止まっており、南側は「駅裏」と呼ばれ、駅のエントランスは設けられていなかった。周辺には住宅と田畑が混在するなど、駅から至近距離にありながら都市開発の遅れが目立っており、新幹線開通に合わせて都市軸を南側に向かって発展させることが急務でもあった。
その後検討を経て1977年3月、市は駅裏を副都心として整備することを目的に「新潟駅南口地区再開発基本計画」を策定。先発事業として、新潟駅舎の真裏に位置する気動車の基地（新潟運転所）南側の土地（約15.4ha）を先行して整備することになった。南口の整備事業では、都市計画道路弁天線を北側へ約60m延伸して末端部に駅前広場を設け、駅舎東西に自由通路を架設して駅南北間の往来を可能にすることなどが盛り込まれた。一方、駅前という立地を活かして商業地開発を行う目的で「新潟駅南口第一地区第一種市街地再開発事業」が1978年12月に都市計画決定。その後検討を経て、3棟から成る商業ビル群を南口駅前広場の正面に建設し、東側2棟のうち「A1棟」の下層部を複合型商業フロア・上層部をホテルフロア、「B1棟」の全館を複合型商業フロア、西側「C1棟」の下層部を複合型商業フロア・上層部をオフィスフロアとする計画が立案され、1980年8月に事業計画が決定。市はこれに合わせ、開発事業を行う第三セクターの事業法人「新潟駅南開発株式会社」を1983年3月26日に設立した。

### 開業
その後、南口が1982年5月に開設され、新幹線は同年11月15日に開業。これらには間に合わなかったものの、3棟は計画決定から7年の歳月を経て1985年4月28日に同時オープンを果たし、愛称は「プラーカ新潟」と命名された。これはギリシャ語で「広場」を表すPlakaに由来し、この名の通り各棟の中央部分にあるエスカレーターホールには「ギリシャ広場」「イタリア広場」「スペイン広場」と命名された噴水のある広場が設けられた。また3棟は当初、市が保有した上で駅前広場東側の2棟「プラーカ1」「プラーカ2」を新潟駅南開発が、広場西側の「プラーカ3」を同市で不動産業を営む木山産業が、それぞれ運営管理を受託する形が採られた。
市や第三セクターなどが策定した計画には当初、プラーカ3西側にももう1棟ビルを建設し、西友を誘致する事も盛り込まれていた（同第二地区第一種市街地再開発事業）。

### 破綻まで

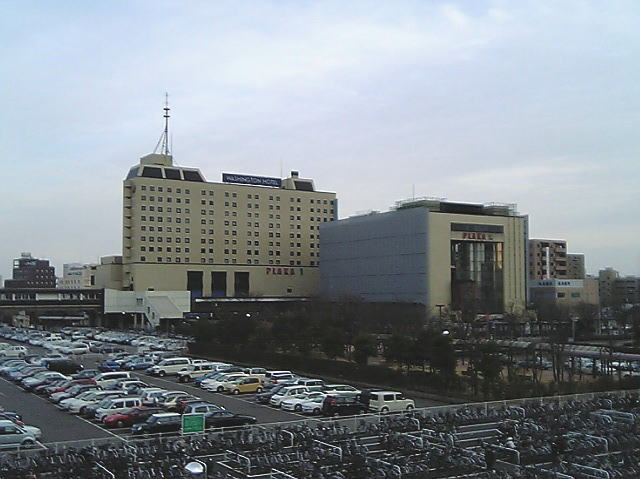
プラーカや旧広場は駅舎から離れた位置にあり、間は暫定的に駐車場となっていた（2006年2月撮影）

プラーカはオープン当初こそ順調な滑り出しを見せたものの、周辺の商業地区から遠く回遊性が乏しい上、専門店のみでキーテナントが存在せず、徐々に業績が悪化。南口側には長らく気動車の基地が残ったため駅舎から遠いという周辺施設の構造上の問題も響いた。
さらにセゾングループ（当時）の業績不振から1991年に西友の出店計画が取り止めとなった事を受けて第二地区の再開発計画は事実上凍結され、キーテナント不在のままでの営業を強いられるなど誤算が続いた。市は1990年10月、建物の所有権を駅南開発と地権者に譲渡して償却を図ったが、その後も市内には古町・西堀十字路角のNEXT21内にラフォーレ原宿が進出（1994年）、万代シテイにもビルボードプレイスがオープン（1996年）、郊外には無料駐車場を有するロードサイド店舗が次々誕生するなど、商業施設が増加したことでプラーカの存在意義は希薄となり、来館者数の減少から徐々にテナントも減少した。2002年FIFAワールドカップを控え都市計画道路弁天線などの整備により駅南のロードサイド側の開発が急速に進んでいく中、プラーカは取り残される形となった。
結局、市などは慢性的な赤字経営から抜け出せないことを理由に、商業フロアの閉鎖を決断。2004年2月28日を以って3棟のうち駅南開発が保有していたプラーカ1・2の2棟の商業フロアが営業を終了し、2棟とも競売によって売却され、所有権はプラーカ1のホテルフロアが明治安田生命保険に、1の商業フロアと2の全棟が木山産業に移り、3棟の商業フロアは同社が一括して管理することになった。
なお、駅南開発は2004年6月30日をもって解散。負債総額は約59億円であった。

### 破綻後
その後、改修が行われ、プラーカ2は下層部を商業フロア、上層部をオフィスフロアとし、既存のプラーカ3とほぼ同様のフロア構成となった。
またプラーカ1のホテルフロアはオープン以来、藤田観光による「新潟ワシントンホテル」が営業を継続してきた。商業フロア閉鎖以降も営業は継続されたものの、2007年3月31日をもって撤退。代わって同年ソラーレ ホテルズ アンド リゾーツが進出し「チサンホテル&コンファレンスセンター新潟」が8月4日にオープンした。
しかし、その後も商業フロア・オフィスフロアとも空きテナントが数多く、2010年1月時点でテナントスペース全体の約3割が空いており、新規顧客の開拓が大きな課題となっている。
なお、プラーカ (Plaka) の由来でもある、各棟にあった「ギリシャ広場」「イタリア広場」「スペイン広場」は破綻後は噴水の出水が停止され、以後、内部の改修に伴なって順次噴水を撤去し、水を張った池部分は上から蓋をする形で埋められていった。3つの元広場のうちもっとも面積の広いプラーカ1の元ギリシャ広場は、設備が撤去されて池が埋められたものの、地下一階エスカレーターホール周辺の広場としてその後も使用されている。

### 競合店の開業
西友の出店断念以降、不確定なままだった第二地区の再開発事業が1999年から計画見直しを経て再開し、2007年夏から建設工事が開始された。
「LEXN（レクスン）」と名付けられたこのエリアには高さ115m・31階建のタワーマンションを中心に、商業フロア・オフィスフロア・立体駐車場などを内包する3棟のビルから成る複合施設が建設され、2010年2月下旬から順次オープンしている。また、これまで駐車場等として暫定供用していた新潟駅南口の旧新潟運転所跡地は、南口駅前広場の拡張改修用地に充てられ、第1期改修は2009年9月に完工。これによって駅舎とロータリーが近接し利便性が大幅に改善された。
さらに駅前広場の改修と同時に「新潟駅ビルCoCoLo」の新フロアが相次いで竣工。1月には東側連絡通路とバスターミナルに面する「CoCoLo南館」が（竣工後順次オープンし、2月20日にビックカメラが開業しグランドオープン）、9月19日には中央広場に面する「CoCoLo中央」がそれぞれオープンした。これらは旧新潟運転所の閉鎖後に作られたため、駅直結で利便性が高く、プラーカからのさらなる流出を招いた。
また駅南側には2004年に低価格の駐車場を有するドン・キホーテ新潟駅南店が開業した。

## 現在
新潟駅周辺の在来線立体交差化事業に続いて周辺整備事業が進められており、周辺整備は2027年度の竣工を目指している。
2024年の新バスターミナル開業・CoCoLoリニューアルオープンにより万代口側も含めた駅周辺の環境が大きく変貌し、こうした環境の変化はプラーカの運営体制にも影響を及ぼす可能性があり、今後の動向が注視される。

## 施設概要

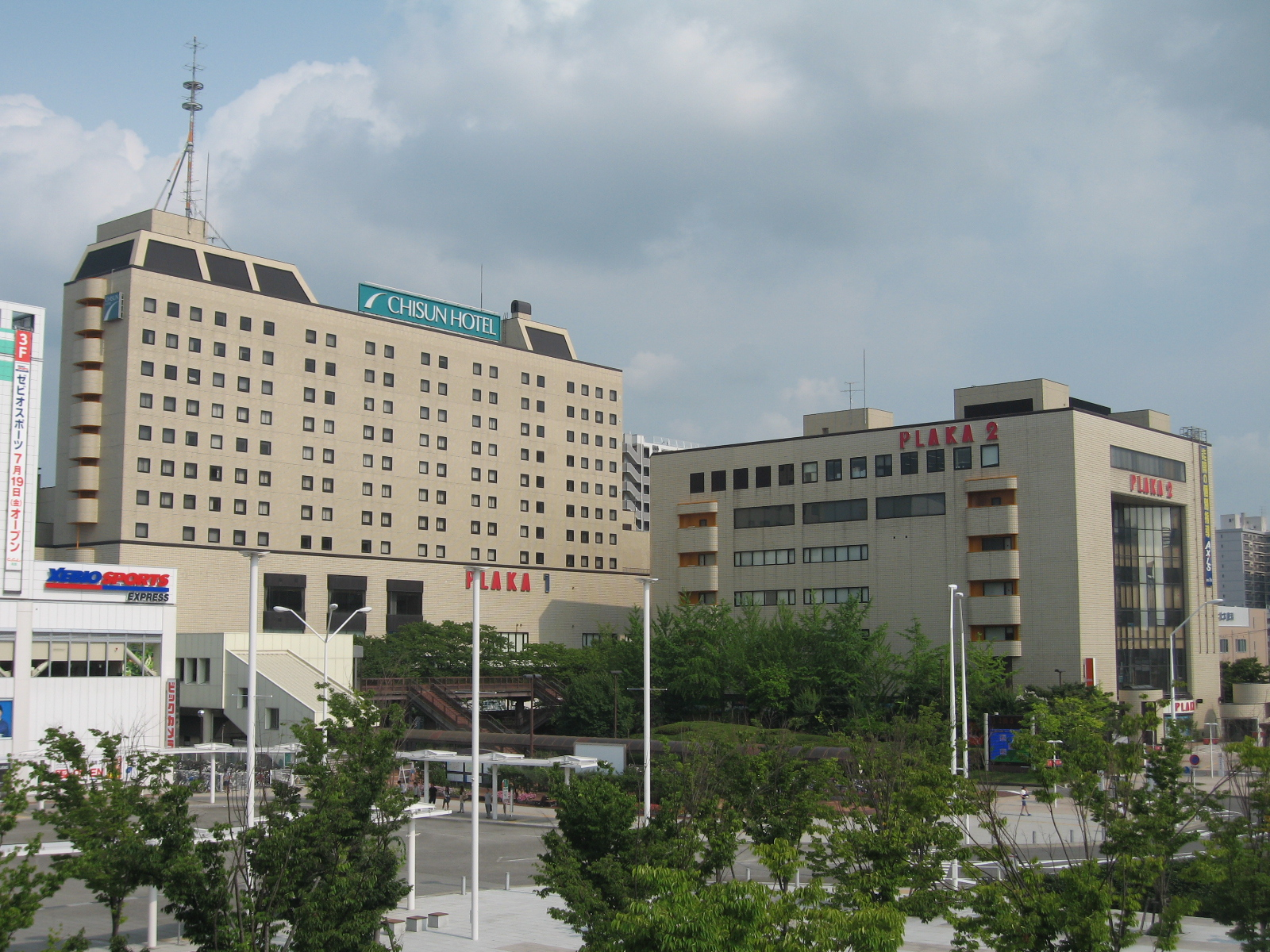
プラーカ1とプラーカ2。プラーカ1の屋上にはFM KENTOの送信アンテナが設置されている。
（2013年8月7日撮影）

3棟は地下1階で連絡しており、プラーカ2と3の間には弁天線を横断する地下通路（「海の回廊」と呼ばれていた）が設けられている。
また2階部分に架設されたペデストリアンデッキにより、プラーカ1・2は新潟駅東側連絡通路と、プラーカ3は新潟駅西側連絡通路およびLEXNと、それぞれ連絡している。

### プラーカ1

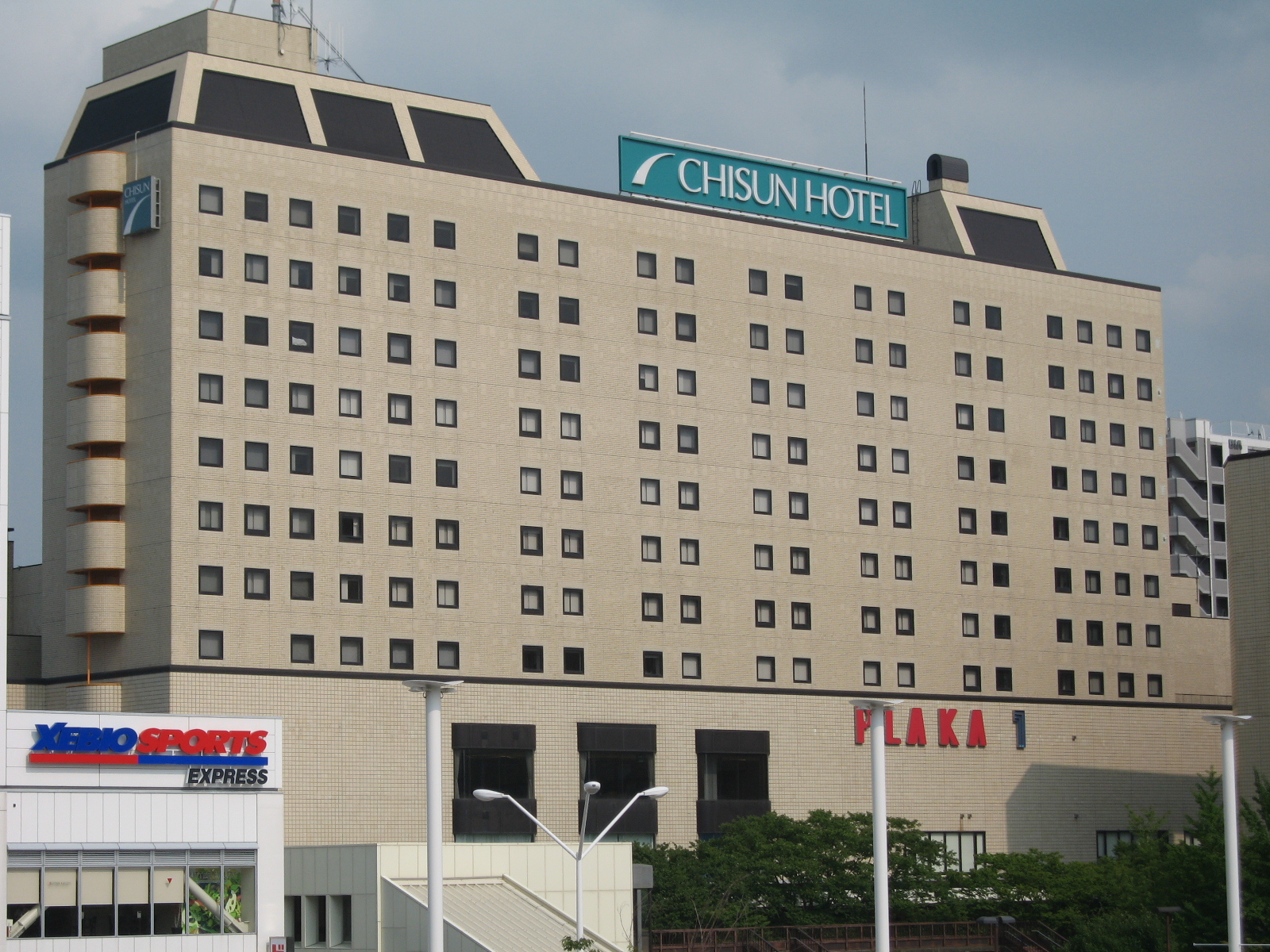
プラーカ1（2013年8月7日撮影）
ホテルテナントはチサンホテルの時期

- 所在地：新潟市中央区笹口1丁目1番地（北緯37度54分39.7秒 東経139度3分49.3秒 / 北緯37.911028度 東経139.063694度）
- 敷地面積：4,631.68m2
- 構造：鉄骨鉄筋コンクリート造
- 規模：地下2階・地上12階建・塔屋2階付
- 延床面積：30,812.91m2

主なテナント
- 地下1階・1階
  - ジュンク堂書店 新潟店

2007年3月3日オープン。地下1階で棟続きとなっている後述のコミック専門フロアと合わせ、新潟県内の書店では最大規模のフロアを有する。
吹き抜けとなっている地下1階の広場（旧ギリシャ広場）にはカフェスペースが併設されている。ステージでは書籍関係のイベントをはじめ、科学技術や新潟県の郷土に関する話題を中心に学術関連のトークセッション等を行うサイエンスカフェ「サイエンスカフェにいがた」が、概ね月1回のペースで開催されており、ジュンク堂は会場を無償で提供している。
- 2階
  - プラーカ中村クリニック（内科・消化器外科・乳腺外科・肛門外科・人間ドック・CT/MRIセンター・訪問診療）
  - ペイシアガーデンクリニック（内科・脳神経外科・放射線科）
  - ほんま歯科クリニック（歯科・小児歯科）
  - プラーカファーマシー（調剤薬局）
  - Teapresso&Slow Food カフェ・オードリー

2階は2008年4月、「メディカルスクエア」としてオープン。3つの医院と調剤薬局、カフェバーが入居している。
  - 新潟大学 新潟駅南キャンパス「ときめいと」

2009年9月4日、プラーカ3の地下1階にあった同大学のキャンパス「CLLIC」が移転し現名称に改称した。
- 3階
  - イオングループの北陸地区及び新潟地区事務拠点
    - イオンリテール北陸信越カンパニーなど
- 4 - 12階
  - アートホテル新潟駅前（2015年4月1日付けでチサンホテル＆コンファレンスセンター新潟からリニューアルオープン、2016年10月1日にホテルラングウッド新潟から現名称へ変更）

総客室数304室

### プラーカ2

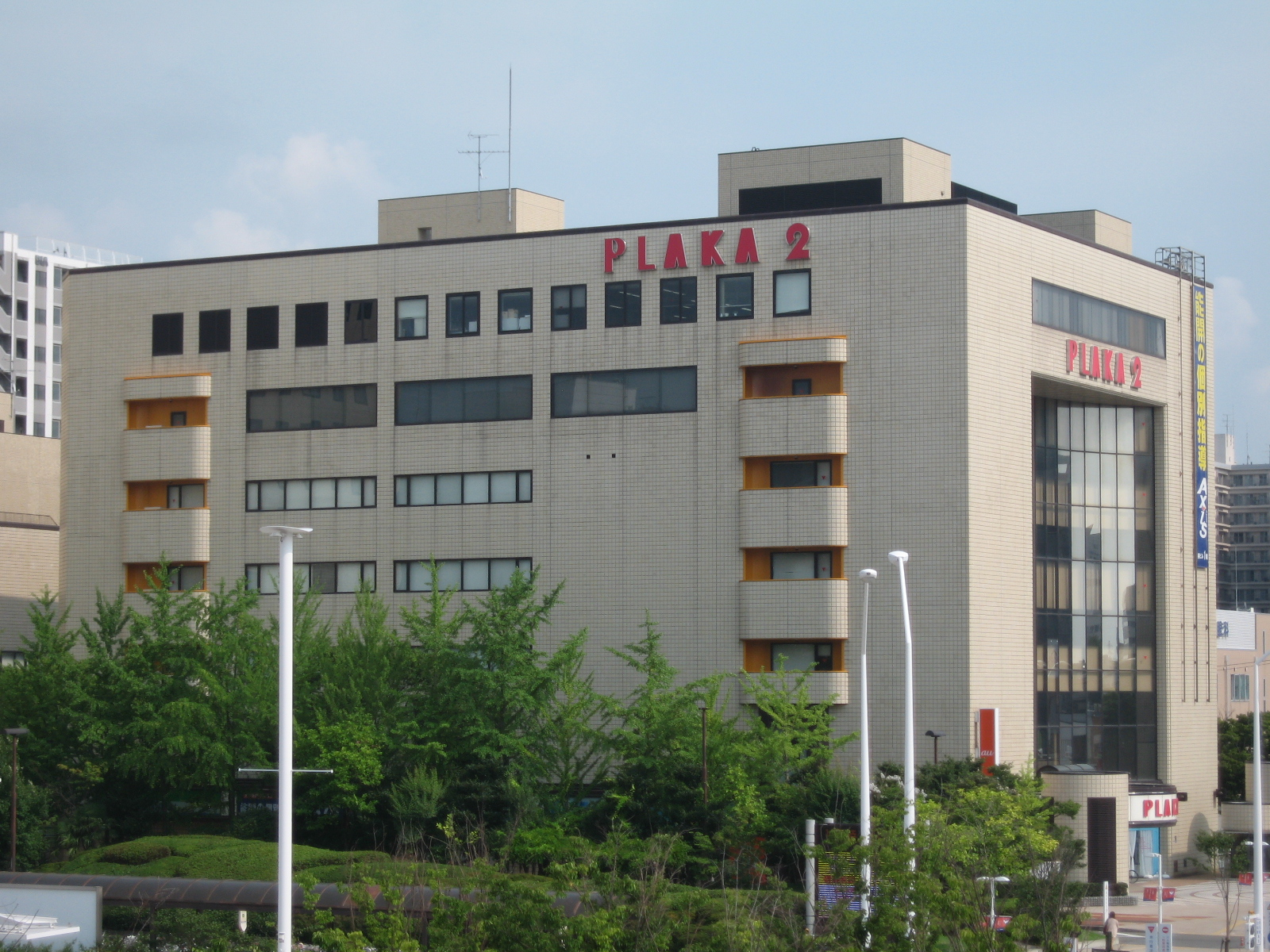
プラーカ2
（2013年8月7日撮影）

- 所在地：新潟市中央区笹口1丁目2番地（北緯37度54分38.1秒 東経139度3分47.2秒 / 北緯37.910583度 東経139.063111度）
- 敷地面積：2397.66m2
- 構造：鉄骨鉄筋コンクリート造
- 規模：地下2階・地上7階建・塔屋付
- 延床面積：15,861.66m2

主なテナント
- 地下1階
  - Junku.com 新潟店

ジュンク堂のコミック専門フロア。2007年4月1日に増床された。
- 1階
  - ファミリーマート 新潟プラーカ2店

- 2階
  - 結婚式場「ブルームーン」→2014年6月オープン

3階より上層はオフィスフロアで、原則として関係者以外の立ち入りは禁止されている。けやき通り側に設けられた出入口「けやき口」には、オフィスフロア専用のエレベーターが設置されている。
- 7階
  - 新潟市都市政策部 新潟駅周辺整備事務所

### プラーカ3

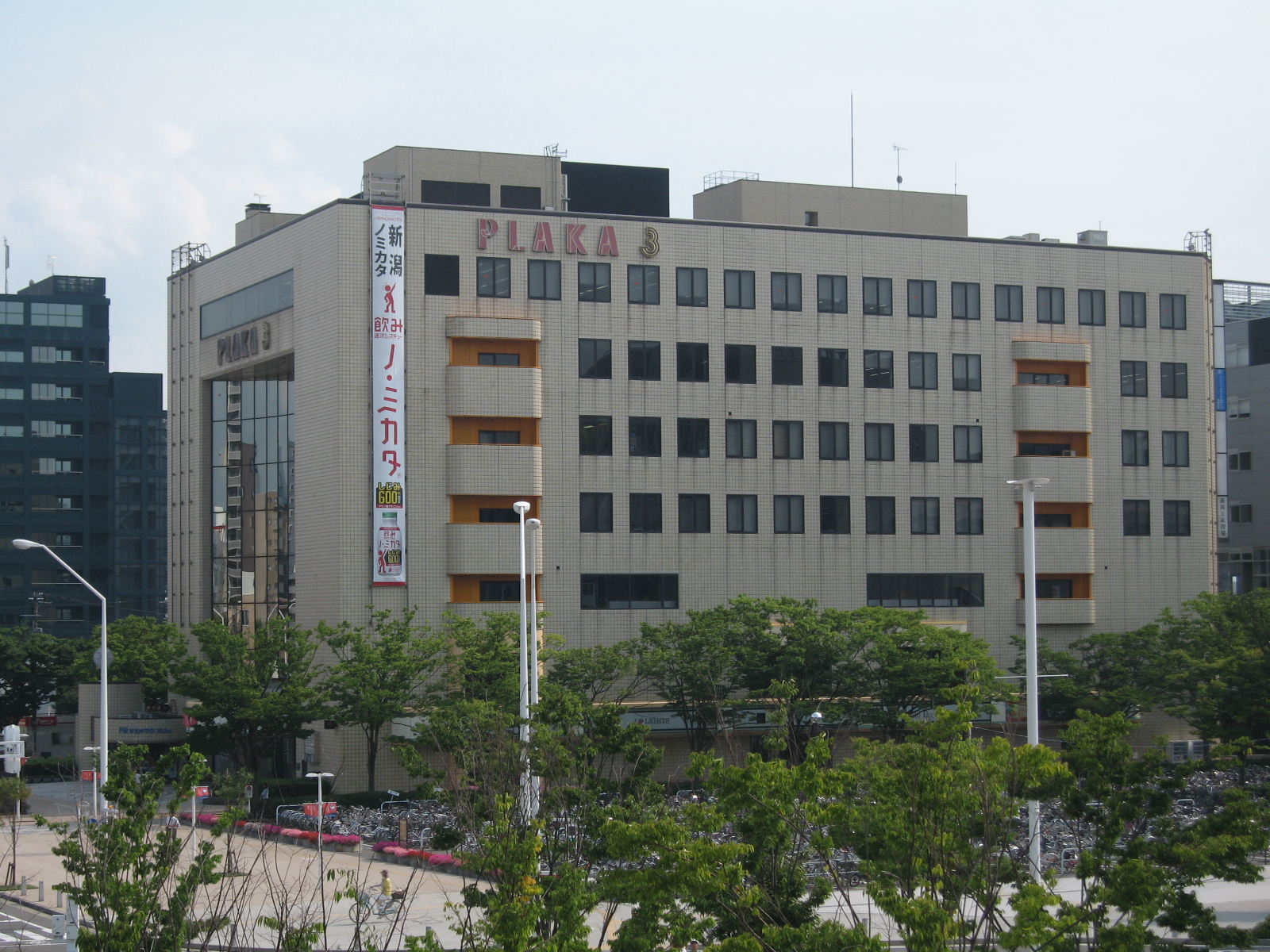
プラーカ3
（2013年8月7日撮影）

- 所在地：新潟市中央区天神1丁目1番地（北緯37度54分36.9秒 東経139度3分41.9秒 / 北緯37.910250度 東経139.061639度）
- 敷地面積：3,140.06m2
- 構造：鉄骨鉄筋コンクリート造
- 規模：地下2階・地上7階建・塔屋付
- 延床面積：19,209.056m2

主なテナント
- 地下1階
  - けんと放送（FM KENTO）
  - 駅南貸会議室KENTO

貸会議室は、2009年夏まで新潟大学の新潟駅南キャンパス「CLLIC」として使用していたもの。9月にプラーカ1へ移転後は木山産業がFM KENTOへ管理を委託し、一般向けの貸し出しを行っている。
  - 100円ショップ セリア生活良品 プラーカ店（2022年閉店[7]）
- 1階
  - FM KENTO サテライトスタジオ
  - ファミリーマート 新潟プラーカ3店
  - ジェミー＆シュマン　プラーカ3店

2階より上層はオフィスフロア。2階はLEXNとペデストリアンデッキで連絡しているが、原則として関係者以外の立ち入りは禁止されている（1階へは階段もしくはエレベーターを利用）。
- 5階
  - 新潟県労働衛生医学協会 プラーカ健康増進センター（健康診断・人間ドック・労働衛生教育）

## 放送送信施設
- プラーカ1には、コミュニティ放送局であるけんと放送の送信所が置かれている。

| 放送局名                  | コールサイン | 周波数  | 空中線電力 | ERP  | 放送対象地域           | 放送区域内世帯数 | 開局日         | 置局住所                   |
| ------------------------- | ------------ | ------- | ---------- | ---- | ---------------------- | ---------------- | -------------- | -------------------------- |
| けんと放送 愛称｢FM KENTO｣ | JOZZ4AD-FM   | 76.5MHz | 20W        | 115W | 中央区及び一部周辺地域 | 約-世帯          | 1996年12月25日 | 新潟市中央区笹口1丁目1番地 |

## 交通
- 新潟駅南口より徒歩すぐ
  - プラーカ1・2：東側連絡通路と直結
  - プラーカ3：西側連絡通路より徒歩すぐ
- 駐車場
  - プラーカ1・2：自走式立体駐車場（出入口はプラーカ1裏手、東いちょう通りに面す）
  - プラーカ3：ゴンドラ式立体駐車場（出入口はけやき通りに面す）

※この他、周辺に駐車場多数あり